# Le Téméraire (gâteau)
Pour les articles homonymes, voir Téméraire.
Le Téméraire (aussi appelé Salinois) est un gâteau franc-comtois automnal à base de pommes, poires, raisins, de marc du Jura, noisettes et noix enrobé dans une pâte sablée. Fabriqué à Salins-les-Bains, dans le Jura, il commémore le passage de Charles le Téméraire en juillet 1476 dans cette ville.

## La légende
La légende raconte que sa dégustation redonna du courage à Charles Le Téméraire, lorsqu’il vint se replier à Salins-les-Bains en 1476. Il remporta ensuite la bataille !

## Contexte historique

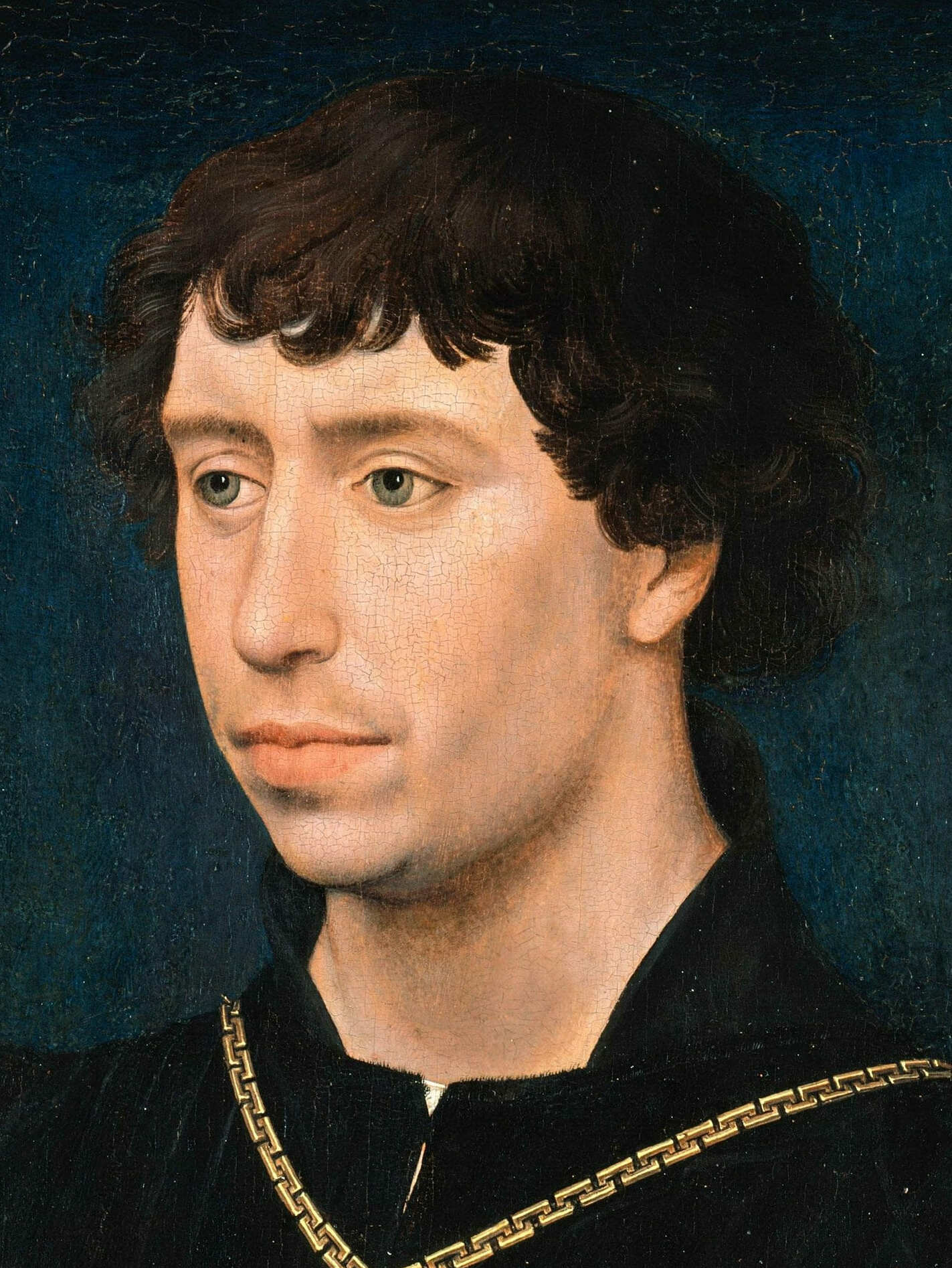
Charles le Téméraire

La venue du Téméraire dans ville de Salins se déroule dans la période sombre de la fin des guerres de Bourgogne avec les Suisses.
Charles le Téméraire, duc et comte de Bourgogne (Franche-Comté)  est poussé à la guerre contre les Suisses après leurs incursions brutales contre Héricourt et le Haut-Doubs. Après avoir pris Nancy en novembre 1475, il arrive dans le pays de Vaud en mars 1476. Il reprend Yverdon, Orbe puis Grandson mais est battu lors des batailles de Grandson et surtout de Morat. La défaite est totale, l'armée bourguignonne est perdue.
Le duc de Bourgogne parvient à échapper aux Suisses qui le poursuivent et se replie d'abord sur Gex puis en Franche-Comté à Salins, où il trouve refuge à l'abri de ses remparts. Il y vient aussi pour réunir les états de Franche-Comté pour leur demander de lever de nouvelles troupes pour reconstituer une armée qu'il rassemble, un peu plus à l'est, à La Rivière.
C'est à cette occasion le 8 juillet, que lui aurait été servi ce dessert devenu emblématique de la région.

## Autres gâteaux franc-comtois
- L'Arboisien (Arbois)
- Le Belflore (Belfort+Territoire de Belfort)
- Le Gâteau de ménage
- Les sèches (Doubs)
- La gougère